# ロシアの茶文化

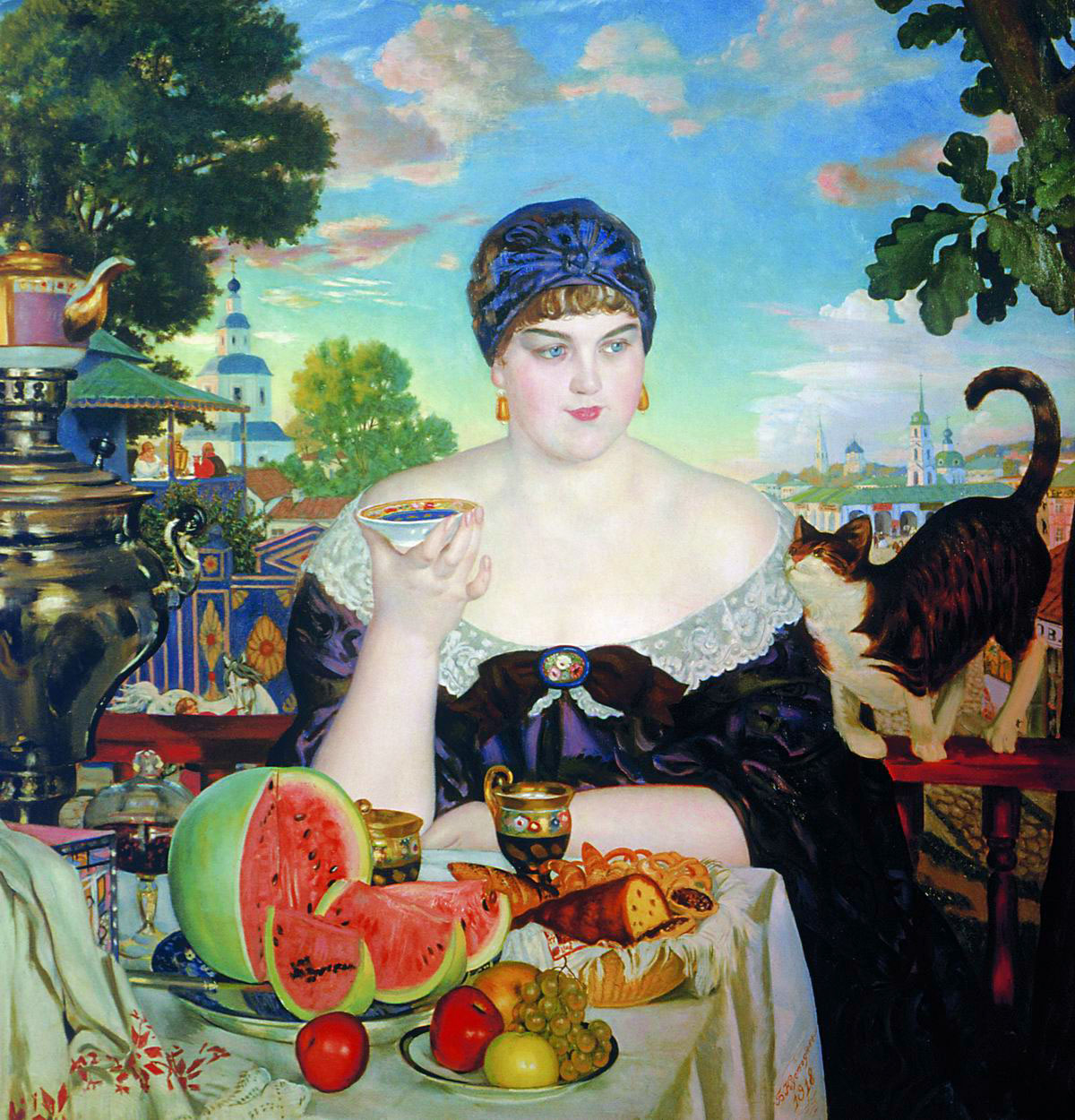
ボリス・クストーディエフ作「商人の妻」(1918年)

本項目はロシアの茶文化（ロシアのちゃぶんか）について解説する。茶は今日において事実上の国民的飲料であり、ロシア国内において最も人気のある飲料の一つである。17世紀頃からキャラバン隊を用いた茶の輸入が始まり、19世紀には都市住民などの間でよく飲まれるようになった。ロシアの茶文化において給湯器として使用されるサモワールは特筆すべき側面を担っている。

## 歴史

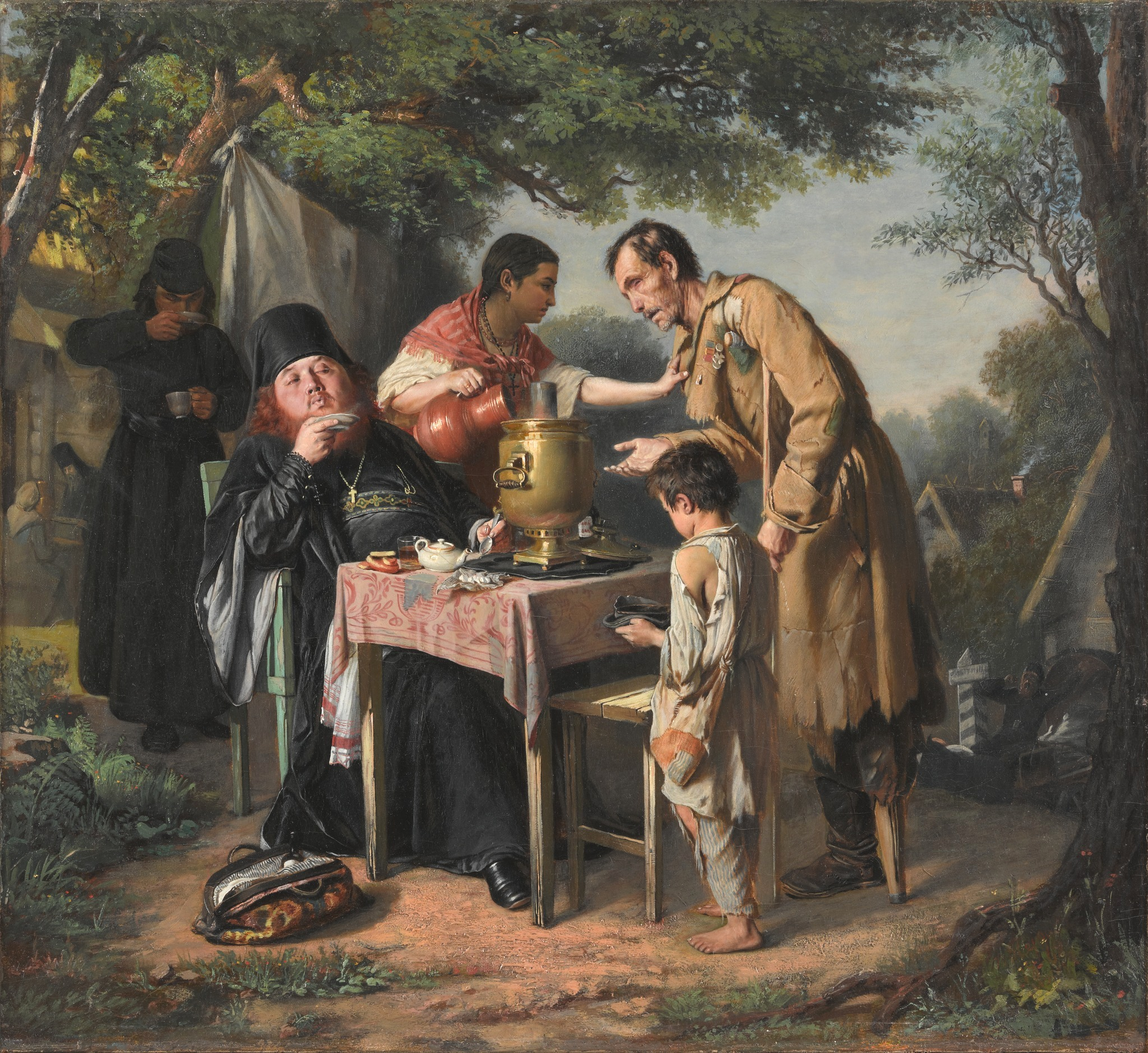
ヴァシリー・ペロフ作「モスクワ近郊、ムィティシでのお茶」(1862年)

ロシアの人々が初めて茶と接したのは、コサック指導者であったイワン・ペトロフとブルナシ・ヤリシェフが、1567年に訪中した時であったとされる言い伝えが広く知られている。これはイワン・サハロフのロシア民話集によって大衆化したものであるが、現代の歴史家達によるとペトロフやヤリシェフの使節団自体が存在せず、これらは虚構であるという見解が一般化している。
茶文化は1638年にモンゴルの君主からモスクワ大公ミハイル・ロマノフへ4プード（65-70kg）が寄与されたことによって進展した。ジェレマイア・カーティンによると、アルタン・ハーンへの使節としてワシリー・スタルコフが送られたのが1636年であったとされる。ツァーリへの献上品として茶を受け取ったスタルコフは当初は枯葉の積荷に意義を見いだせず、受け取るのを拒んだが、ハーンに促されて持ち帰ることにしこうしてロシアへ茶が持ち込まれた。1679年、ロシアはラクダのキャラバン隊を介して、毛皮と引き換えに清から定期的な茶の供給を得る条約を締結した。また、清のモスクワ駐在大使はアレクセイ1世へ、献上品として複数の茶箱を送った。しかしながら、その過酷な運搬航路から、茶葉の値段は高騰し、ロシアの皇族や富裕層の間でのみ嗜まれるにとどまった。ロシア語での「茶」の初出は17世紀の半ばの医学書である。
ネルチンスク条約（1689年）からキャフタ条約（1727年）の間、ロシアは11回、清へ向かうキャラバンを公的に派遣した。1706年には、ピョートル1世が北京での商人の取引に特別な許可が必要であると規定し、原則禁止した。茶の輸入が本格的に発展したのはエカチェリーナ2世の時代であった。1796年、エカチェリーナ2世が没する頃には、ロシアのキャラバン隊を介した茶葉や、茶葉を煉瓦状に固めた磚茶の輸入量は300万ポンドを超え、この頃から茶の価格は、中流階級や下流階級の間で普及するほど安価になった。
キャフタの茶貿易の最盛期は1824年で、キャラバン隊による茶の輸送の最盛期は1860年であった。1880年にシベリア鉄道の初の運行区間が完成すると、それ以降は衰退の一途を辿った。列車の導入前は茶の輸入に1年半近くかかっていたが、導入後は7週間ほどでロシアに茶が到着するようになった。19世紀の中頃、清から茶の輸入量の減少とともに、ロシアはオデッサやロンドンからの輸入量を増やしていった。1905年には、馬車による茶の運搬が終わり、1925年までには、全行程キャラバン隊のみで行う茶の輸送が終了した。2002年においては、ロシアの茶の輸入量は162,000トンにのぼった。

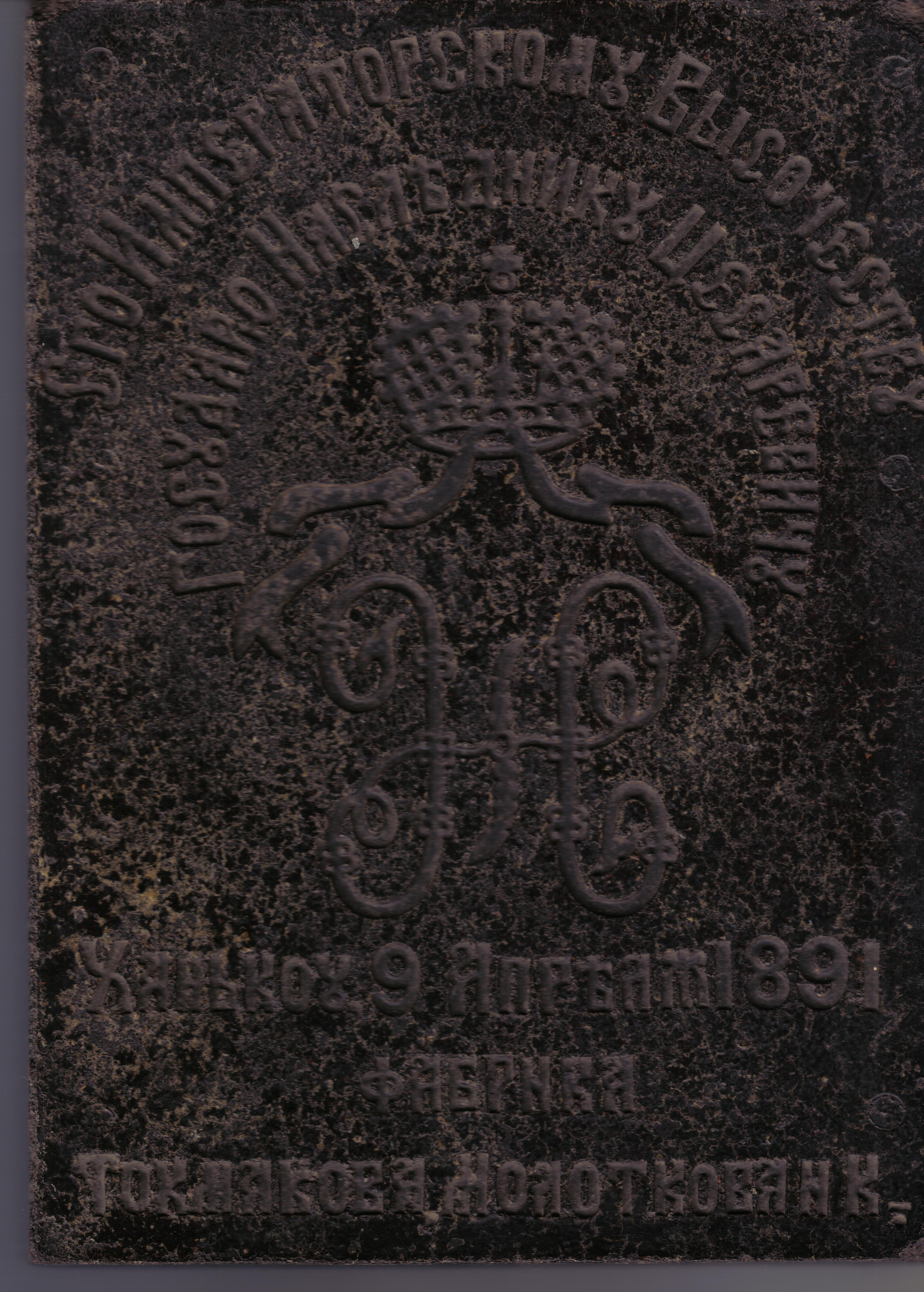
皇太子ニコライ（後の皇帝ニコライ二世である）へ茶が献上されたと記されている磚茶（1891年）

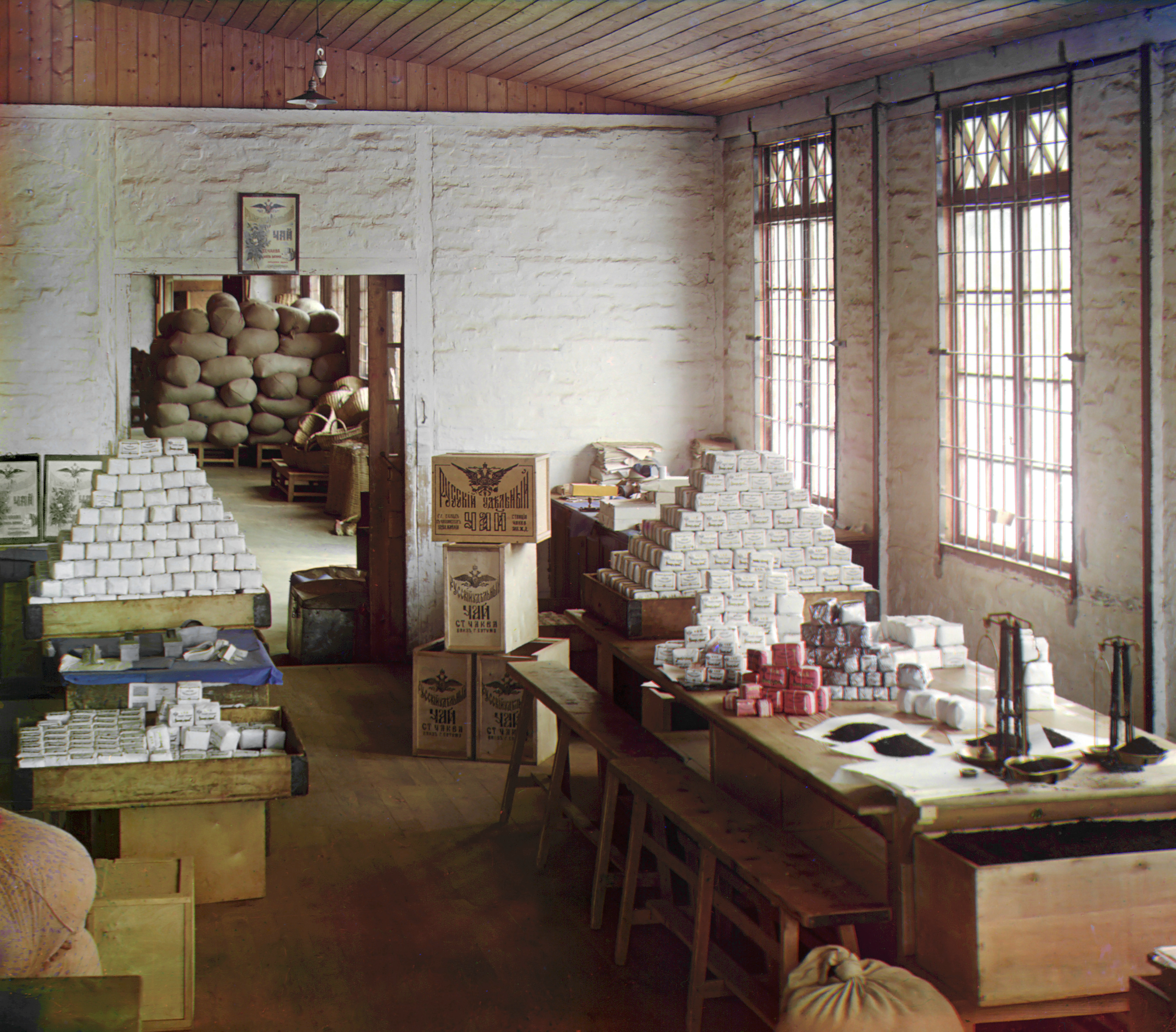
20世紀初頭、ロシア帝国、バツミでの茶の梱包

19世紀の終わりには、ヴィソツキー・ティーがロシア帝国で最大の茶会社となり、20世紀の初頭には、世界最大の茶の生産企業となった。1814年に初の地元の茶農園がニキーツク植物園に設置され、1885年には初めて産業用の農園が創設された。

## 茶の種類
ロシアでの伝統的な茶の一つとして、ラクダのキャラバン隊を介して清から輸入された「ロシアンキャラバン」が有名である。茶の運搬にはとても長い歳月を要したため、茶はキャラバン隊の焚き火の独特な燻製の風味を帯びていた。今日、この茶は酸化の後に、燻製の風味を施されることが多く、「祁門紅茶」や、中国南部もしくはフォルモサ(台湾)の「黒茶」または「烏龍茶」、「正山小種」もしくは「外山小種」は、燻製の風味が少し混ざっている。

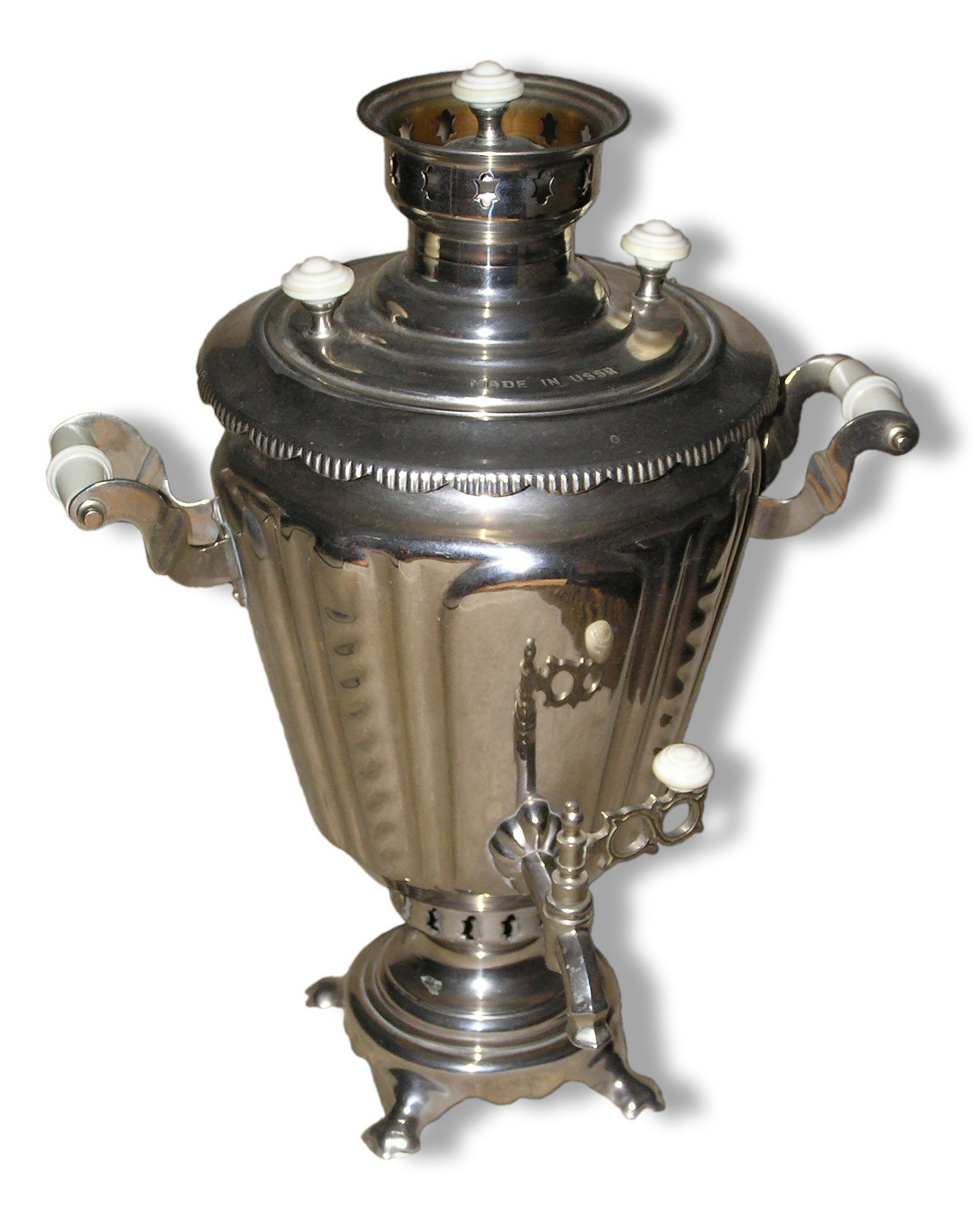
銀色のサモワール

## 茶文化
茶はカラムジン派の文化的生活で重要な構成要素を成しており、19世紀の中頃には、茶が中産階級や商人、小ブルジョアの間で普及した。これはアレクサンドル・オストロフスキーの劇中にも反映されている。オストロフスキーの時代から、茶を飲むことにかける時間や、茶の消費量が勘案されるようになった。サモワールはロシアの代表的な茶器であり、19世紀のロシア文学などによく登場する。
19世紀のロシア人は、シュガーローフからとった、砂糖の四角いかけらを歯に挟んで茶を飲んでいた。この伝統は、今日においても存在している。
地方によってはジャムをなめながら紅茶を飲むのが好まれる。紅茶にジャムを入れるのではなく、茶菓子のように添えて出す。
ソ連時代になると、(女性秘書、実験助手等の)事務職の日常において、お茶を飲むことが大変人気になった。茶の銘柄にはそれぞれ愛称があり、「ほうき（グルジア）」や「ゾウのお茶（インド）」など、パッケージの絵柄に因んだ物もあった。茶は、1960年代-70年代のインテリゲンツィアにとって、キッチンライフの不変の要素であった。 
茶はロシアの刑務所においても大変人気であり、酒などの気分を変えるものが禁止されているため、茶を濃縮したチフィールが代用として嗜まれる。

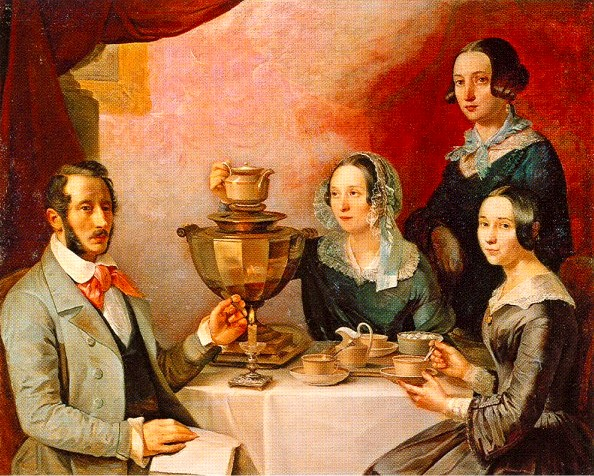
ティモフェイ・ミャフコフ作サモワールが描かれているロシアの家族の肖像画（1844年）

2019年には、ロシア国内におけるコーヒーの消費量が初めて茶を上回った。2010年代においてはサモワールなどの伝統的な茶器を使用せず、英国風のティーポットなどで茶を入れる家庭も増えている。

## 他国における「ロシアンティー」

### アメリカ合衆国
アメリカ発祥とされる「ロシアンティー」という飲み物がある。この飲み物はアメリカ南部で人気があり、冬季、とくにクリスマスの時期によく提供される。調理法は様々であるが、最も一般的な材料は、紅茶の茶葉、オレンジジュース（またはオレンジピール）、シナモン、クローブであり、では、インスタントティーの粉末を使用する。また、レモンやパイナップルのジュースも使われることがある。クリームを添えることもある。自家製の「インスタント」は種類に富み、中には粉末ジュースのTANGが使用されることがあり、ここ数十年では、クリスマスの靴下の中身として人気になった。「ロシアンティー」という名前とは裏腹に、それ自体は実際にロシアで飲まれている紅茶とは関係がない。「ロシアンティー」への言及や手引きは、早いものでは1880年代のアメリカの新聞や料理本に見受けられる。

### 日本
日本では、「ロシアンティー」という表現は、必ずしもロシア式の飲み方を指すわけではなく、ジャム入りの紅茶を指す語として使用される。典型的にはいちごジャムが選ばれるが、必ずこれを使うというわけではない。

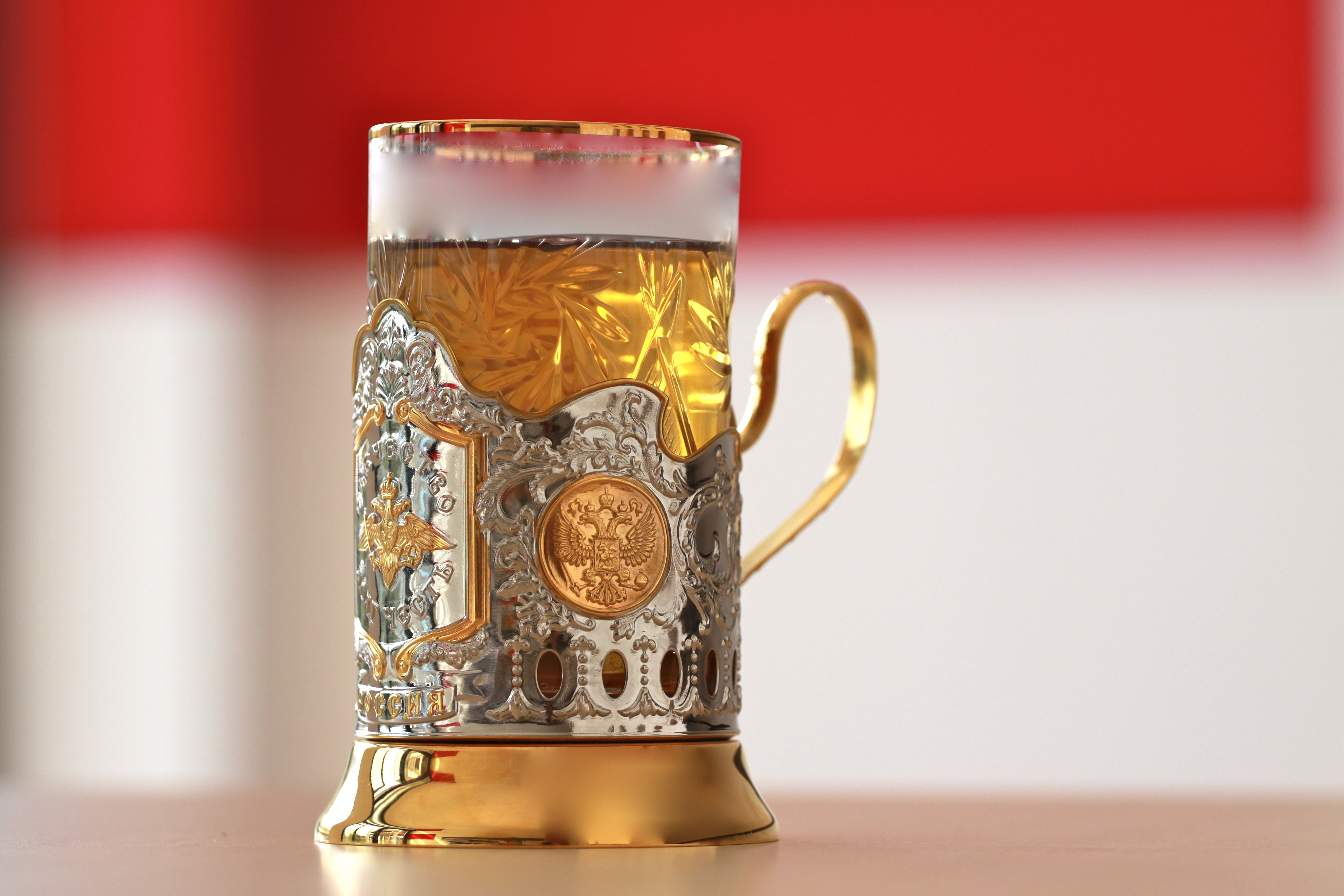
装飾されたグラスホルダー